# Morti nel 1974/Agosto
| Questa pagina contiene informazioni ricavate automaticamente dalle voci biografiche con l'ausilio del template Bio e di un bot. L'aggiornamento è periodico e automatico e ricostruisce completamente la pagina. Se manca una persona in questa lista, sei pregato di non aggiungerla, ma accertati piuttosto che la sua voce biografica contenga il template Bio e che i dati anagrafici siano correttamente compilati. Se il template Bio manca, inseriscilo tu stesso o, in alternativa, metti l'avviso {{tmp\|Bio}} che ne segnala la mancanza. Se i dati riportati sono sbagliati, correggi direttamente la voce biografica; le modifiche saranno visibili in questa lista entro pochi giorni. Per chiarimenti vedi il progetto biografie. La lista contiene solo le 78 persone che sono citate nell'enciclopedia e per le quali è stato implementato correttamente il template Bio. Pagina aggiornata al 3 mar 2024. |

- 1º agosto - Ildebrando Antoniutti, cardinale e arcivescovo cattolico italiano (n. 1898)
- 2 agosto - Ralph Saint-Germain, hockeista su ghiaccio canadese (n. 1904)
- 3 agosto - Edna Murphy, attrice statunitense (n. 1899)
- 3 agosto - Almira Sessions, attrice statunitense (n. 1888)
- 4 agosto - Cesare Angelini, politico e sindacalista italiano (n. 1901)
- 4 agosto - Silver Sirotti,  italiano (n. 1949)
- 5 agosto - Edward Hart, calciatore statunitense (n. 1903)
- 6 agosto - Gene Ammons, sassofonista statunitense (n. 1925)
- 6 agosto - Nicola Fausto Neroni, regista, sceneggiatore e direttore del doppiaggio italiano (n. 1896)
- 7 agosto - Virginia Apgar, pediatra statunitense (n. 1909)
- 7 agosto - Rosario Castellanos, poetessa, scrittrice e diplomatica messicana (n. 1925)
- 7 agosto - Richard Corts, velocista tedesco (n. 1905)
- 7 agosto - Bill Garrett, cestista e allenatore di pallacanestro statunitense (n. 1929)
- 8 agosto - Elisabeth Abegg, pedagogista tedesca (n. 1882)
- 8 agosto - Baldur von Schirach, politico tedesco (n. 1907)
- 9 agosto - Else Alfelt, pittrice danese (n. 1910)
- 9 agosto - Mildred Couper, compositrice e pianista statunitense (n. 1887)
- 9 agosto - Carlo Alberto Viterbo, avvocato, giornalista e saggista italiano (n. 1889)
- 10 agosto - Frei Tito, religioso brasiliano (n. 1945)
- 10 agosto - Wallace Reed Brode, chimico statunitense (n. 1900)
- 10 agosto - Carlo Campogalliani, regista e attore italiano (n. 1885)
- 10 agosto - José Miró Cardona, diplomatico e politico cubano (n. 1902)
- 10 agosto - Antonio Momplet, regista e sceneggiatore spagnolo (n. 1899)
- 10 agosto - Albert Parker, regista, sceneggiatore e attore statunitense (n. 1885)
- 10 agosto - Danny Trainor, calciatore nordirlandese (n. 1944)
- 11 agosto - Compton Bennett, regista britannico (n. 1900)
- 11 agosto - Fusako Kitashirakawa, principessa giapponese (n. 1890)
- 11 agosto - Jan Tschichold, tipografo, scrittore e designer tedesco (n. 1902)
- 12 agosto - Harry Larsen, canottiere danese (n. 1915)
- 12 agosto - Giuseppe Paolo Vitrotti, direttore della fotografia italiano (n. 1890)
- 13 agosto - Anselm Ahlfors, lottatore finlandese (n. 1897)
- 13 agosto - Tina Brooks, sassofonista e compositore statunitense (n. 1932)
- 14 agosto - Fioravante Seibezzi, pittore italiano (n. 1906)
- 15 agosto - Otto Braun, politico, scrittore e militare tedesco (n. 1900)
- 15 agosto - Edmund Cobb, attore statunitense (n. 1892)
- 15 agosto - Clay Shaw, imprenditore, agente segreto e militare statunitense (n. 1913)
- 15 agosto - Magda Sonja, attrice austriaca (n. 1886)
- 15 agosto - Jacques Yonnet, scrittore e poeta francese (n. 1915)
- 16 agosto - Canhoteiro, calciatore brasiliano (n. 1932)
- 17 agosto - Aldo Palazzeschi, scrittore e poeta italiano (n. 1885)
- 17 agosto - Albe Steiner, grafico e partigiano italiano (n. 1913)
- 18 agosto - Laura Clifford Barney, scrittrice, insegnante e filantropa statunitense (n. 1879)
- 18 agosto - Vincenzo Salvadore, ingegnere e politico italiano (n. 1891)
- 19 agosto - Anna Arena, attrice italiana (n. 1919)
- 19 agosto - Fernando Cerchio, regista, sceneggiatore e montatore italiano (n. 1914)
- 19 agosto - Wifredo Ricart, ingegnere spagnolo (n. 1897)
- 20 agosto - Alisa Georgievna Koonen, attrice teatrale russa (n. 1889)
- 20 agosto - Ilona Massey, attrice ungherese (n. 1910)
- 21 agosto - Kirpal Singh, mistico indiano (n. 1894)
- 21 agosto - Fernando Bello, calciatore argentino (n. 1910)
- 21 agosto - Giacomo Ferrari, politico italiano (n. 1887)
- 22 agosto - Jacob Bronowski, matematico, biologo e scrittore polacco (n. 1908)
- 22 agosto - Sverre Hansen, calciatore norvegese (n. 1913)
- 22 agosto - Eugeniusz Kwiatkowski, politico e economista polacco (n. 1888)
- 22 agosto - Keith Wegeman, saltatore con gli sci statunitense (n. 1929)
- 23 agosto - Roberto Assagioli, psichiatra e teosofo italiano (n. 1888)
- 23 agosto - Renato Bodini, calciatore e allenatore di calcio italiano (n. 1909)
- 23 agosto - Kees van der Tuijn, calciatore olandese (n. 1924)
- 24 agosto - Aleksandr Nilolaevič Prokof'ev-Severskij, aviatore e progettista russo (n. 1894)
- 25 agosto - Blanche Amblard, tennista francese (n. 1896)
- 25 agosto - Luigi Carmagnola, sindacalista e politico italiano (n. 1895)
- 25 agosto - Caberto Conelli, pilota automobilistico e aviatore italiano (n. 1889)
- 25 agosto - Virgilio Polara, fisico italiano (n. 1887)
- 26 agosto - Antonio Bodrito, politico e dirigente d'azienda italiano (n. 1933)
- 26 agosto - Junio Valerio Borghese, militare, politico e nobile italiano (n. 1906)
- 26 agosto - Charles Lindbergh, aviatore statunitense (n. 1902)
- 26 agosto - Ed Sampson, hockeista su ghiaccio statunitense (n. 1921)
- 27 agosto - Amilcare Pizzi, tipografo, editore e calciatore italiano (n. 1891)
- 27 agosto - Otto Strasser, politico tedesco (n. 1897)
- 27 agosto - Tian Fang, attore cinese (n. 1911)
- 27 agosto - Robert Wilder, romanziere, drammaturgo e sceneggiatore statunitense (n. 1901)
- 29 agosto - János Gyarmati, allenatore di calcio e calciatore ungherese (n. 1910)
- 29 agosto - George Ernest Wright, biblista, archeologo e pastore protestante statunitense (n. 1909)
- 30 agosto - Kenneth Anderson, scrittore indiano (n. 1910)
- 31 agosto - Olinto Cremaschi, politico e partigiano italiano (n. 1899)
- 31 agosto - Norman Kirk, politico neozelandese (n. 1923)
- 31 agosto - Gianna Manzini, scrittrice italiana (n. 1896)
- 31 agosto - Ali bin Abdullah al-Thani, sovrano qatariota (n. 1895)